# Maignaut-Tauzia
 Maignaut-Tauzia  (en occitano Manhaut e Tausiar) es una población y comuna francesa, ubicada en la región de Mediodía-Pirineos, departamento de Gers, en el distrito de Condom y cantón de Valence-sur-Baïse.

## Demografía
| 154 | 169 | 142 | 142 | 195 | 181 |
| Para los censos de 1962 a 1999 la población legal corresponde a la población sin duplicidades (Fuente: INSEE [Consultar]) |     |     |     |     |     |